# Estanque de Pando
Estanque de Pando ist eine Ortschaft in Uruguay.

## Geographie
Estanque de Pando befindet sich auf dem Gebiet des Departamento Canelones in dessen Sektor 27. Der Ort liegt etwa zwei bzw. einen Kilometer nördlich von Pando und San Bernardo sowie südlich von Jardines de Pando.

## Infrastruktur
Durch den Ort führt die Ruta 75.

## Einwohner
Die Einwohnerzahl von Estanque de Pando beträgt 770 (Stand 2011).
| Jahr | Einwohner |
| ---- | --------- |
| 1963 | -         |
| 1975 | -         |
| 1985 | 296       |
| 1996 | 365       |
| 2004 | 641       |
| 2011 | 770       |

Quelle: Instituto Nacional de Estadística de Uruguay